# Казахстан на Светском првенству у атлетици на отвореном 2022.
Казахстан је на 18. Светском првенству у атлетици на отвореном 2022. одржаном у Јуџину  од 15. до 25. јула учествовао петнаести пут, односно учествовао је под данашњим именом на свим првенствима од 1993. до данас. Репрезентацију Казахстана је представљало 12 такмичара (2 мушкарца и 10 жена) који су се такмичили у 13 (3 мушке и 10 женских) дисциплина.,
На овом првенству Казахстан је по броју освојених медаља делио 17. место са 1 освојеном медаљом (злато). У табели успешности према броју и пласману такмичара који су учествовали у финалним такмичењима (првих 8 такмичара) Казахстан је са 4 учесника у финалу делио 31. место са 13 бодова.
| Плас. | Земља     | 1. место | 2. место | 3. место | 4. место | 5. место | 6. место | 7. место | 8. место | Бр. фин. | Бод. |
| ----- | --------- | -------- | -------- | -------- | -------- | -------- | -------- | -------- | -------- | -------- | ---- |
| =31.  | Казахстан | 1        | 0        | 0        | 0        | 0        | 0        | 2        | 1        | 4        | 13   |

## Учесници
| Мушкарци: - Михаил Литвин — 400 м - Георгиј Шејко — Ходање 20 км, Ходање 35 км | Жене: - Олга Сафронова — 100 м, 200 м - Керолајн Чепкоеч Кипкируи — 5.000 м, 10.000 м - Жана Мамажанова — Маратон - Норах Јеруто — 3.000 м препреке - Дејзи Џепкемеи — 3.000 м препреке - Галина Јакушева — Ходање 20 км, Ходање 35 км - Полина Репина — Ходање 35 км - Надежда Дубовитскаја — Скок увис - Кристина Овчиникова — Скок увис - Марија Јефремова — Троскок |

## Освајачи медаља

### Злато (1)
- Норах Јеруто — 3.000 м препреке

## Резултати

### Мушкарци
| Атлетичар     | Дисциплина   | Лични рекорд | Квалификације | Квалификације | Полуфинале | Полуфинале | Финале               | Финале       | Детаљи |
| Атлетичар     | Дисциплина   | Лични рекорд | Резултат      | Место         | Резултат   | Место      | Резултат             | Место        | Детаљи |
| ------------- | ------------ | ------------ | ------------- | ------------- | ---------- | ---------- | -------------------- | ------------ | ------ |
| Михаил Литвин | 400 м        | 45,25 НР     | 46,28 кв, ЛРС | 4. у гр. 4    | 45,63 ЛРС  | 7. у гр. 3 | Није се квалификовао | 16 / 41      |        |
| Георгиј Шејко | 20 км ходање | 1:20:21      |               |               |            |            | 1:26:40              | 28 / 43 (45) |        |
| Георгиј Шејко | 35 км ходање | 2:36:37 НР   | 2:39:47       | 35/ 40 (50)   |            |            |                      |              |        |

### Жене
| Атлетичарка               | Дисциплина       | Лични рекорд | Квалификације    | Квалификације    | Полуфинале            | Полуфинале            | Финале                   | Финале       | Детаљи |
| Атлетичарка               | Дисциплина       | Лични рекорд | Резултат         | Место            | Резултат              | Место                 | Резултат                 | Место        | Детаљи |
| ------------------------- | ---------------- | ------------ | ---------------- | ---------------- | --------------------- | --------------------- | ------------------------ | ------------ | ------ |
| Олга Сафронова            | 100 м            | 11,09 НР     | 11,40 (.392)     | 6. у гр. 1       | Није се квалификовала | Није се квалификовала | Није се квалификовала    | 41 / 49      |        |
| Олга Сафронова            | 200 м            | 22,79        | 23,50            | 7. у гр. 1       | Није се квалификовала | Није се квалификовала | Није се квалификовала    | 37 / 44 (45) |        |
| Керолајн Чепкоеч Кипкируи | 5.000 м          | 14:27,55     | 14:52,54 КВ, ЛРС | 2. у гр. 2       |                       |                       | 14:54,80                 | 7 / 35 (37)  |        |
| Керолајн Чепкоеч Кипкируи | 10.000 м         | 31:13,18 НР  |                  |                  |                       |                       | 30:17,64 НР, ЛР          | 7 / 19 (20)  |        |
| Жана Мамажанова           | Маратон          | 2:26:54 НР   | 2:31:15          | 21 / 32 (41)     |                       |                       |                          |              |        |
| Норах Јеруто              | 3.000 м препреке | 8:53,65      | 9:01,54          | 1. у гр. 1       |                       |                       | 8:53,02 РСП, СРС, НР, ЛР |              |        |
| Дејзи Џепкемеи            | 3.000 м препреке | 9:06,66      | 9:23,07          | 6. у гр. 3       | Није се квалификовала | 19 / 42               |                          |              |        |
| Галина Јакушева           | 20 км ходање     | 1:32:55      |                  |                  |                       |                       | 1:38:47                  | 33 / 36 (41) |        |
| Галина Јакушева           | 35 км ходање     |              | 2:54:50 ЛР       | 17 / 35 (41)     |                       |                       |                          |              |        |
| Полина Репина             | 35 км ходање     | 3:07:56      | дисквалификована | дисквалификована |                       |                       |                          |              |        |
| Надежда Дубовитскаја      | Скок увис        | 2,00         | 1,93 кв          | 4. гр. Б         |                       |                       | 1,96                     | 8 / 29 (30)  |        |
| Кристина Овчиникова       | Скок увис        | 1,96         | 1,86             | 9. гр. А         | Нису се квалификовале | 20 / 29 (30)          |                          |              |        |
| Марија Јефремова          | Троскок          | 14,34        | 13,27            | 14. у гр. Б      | Нису се квалификовале | 28 / 28               |                          |              |        |